# 藤沢市立大越小学校
藤沢市立大越小学校（ふじさわしりつおおこししょうがっこう）は、神奈川県藤沢市善行坂1丁目19-1にある公立小学校。

## 沿革
1956年に藤沢市が発表した総合都市計画の中で、首都圏の衛星都市としての都市計画とそれを達成するための開発計画が定められ、善行地区は市街地として駅の整備や宅地開発が行われた。その後、1965年に日本住宅公団が市内最大規模の集合住宅となる善行団地を建設し、児童人口が急激に増加した。善行団地や近隣地区の善行坂の自治会組織は小学校の新設運動を展開。1971年4月1日、善行小学校から分離という形で藤沢市立大越小学校を開校した。
校名の大越は、開校当時の近隣地名「おっ越」に由来し、大きく発展するという意味を込めて「大越」の字をあてたのが起源とされる。1979年に制定された校歌（作曲・磯部俶）には、「牧場に牛の声もする」という歌詞があり、実際に小学校南側に牧場が存在していた。開校当時、小学校の周りは畑や森で囲まれていたが、宅地開発の影響で消滅した。

## 統計
児童数
開校初年度の児童数は547名。その後、藤沢市の人口増加に伴って児童数も増加し、1979年には1219名となった。その後の児童数は減少傾向に転じ、2021年5月1日時点の児童数は513名（19学級）である。
校地
校地面積は15,548m2。そのうち校舎面積4,943m2、屋内運動場792m2

## 進学先
- 藤沢市立善行中学校 - 善行地区から通う児童の進学先
- 藤沢市立第一中学校 - 本藤沢地区から通う児童の進学先